# Магда
Магда (6 травня 1931, Танта, Єгипетське королівство — 16 січня 2020) — єгипетська актриса.
Магда — провідна єгипетська кіноактриса 1950-х — 1970-х років, зіграла більш ніж у 70-ти фільмах. Була популярною кінозіркою не тільки в Єгипті, але і у всіх країнах арабського Сходу.
У 1963 році Магда одружилася з колишнім військовим льотчиком Ехабом Нафі, який потім став кіноактором. Однак, особисте життя не склалося, подружжя швидко розлучилися. Але саме в цьому шлюбі Магда народила свою єдину дитину — дочку Гаду Нафі, що стала популярною єгипетської кіноактрисою. Сама ж Магда порвала з кінематографом, присвятивши себе єдиній дочці, хоча c 1995 року брала участь в жіночому кінематографічному товаристві. Уряд Єгипту нагородив актрису орденом Республіки «За заслуги в галузі кіномистецтва». Магда дуже пишалася орденом Пошани, вручений їй марокканським королем Хассаном II.
Магда померла 16 січня 2020 року в своєму будинку, в місті Доккі. Їй було 88 років.

## Вибіркова фільмографія
- Дозвольте мені заспівати (1950)
- Перець (1950)
- Я один (1952)
- Мустафа Камель (1952)
- Я на своїй території (1953)
- Шлях до щастя (1953)
- Зустріч (1955)
- Незнайомець (1956)
- Підлітки (1960)
- Кайс та Лейла (1960)
- Революція в Ємені (1966)
- Єва на дорозі (1968)
- Єгипетська історія (1982)